# Parelgrijs stormvogeltje
Het parelgrijs stormvogeltje (Hydrobates furcatus, synoniemen Oceanodroma furcata en Pterodroma furcata) is een vogel uit de familie der Hydrobatidae (Noordelijke stormvogeltjes). 

## Verspreiding en leefgebied
Deze soort komt voor in de Noord-Amerikaanse- en Aziatische wateren en telt twee ondersoorten:
- H. f. furcatus: de noordelijke Koerilen, de Komandorski-eilanden en de Aleoeten.
- H. f. plumbeus: van Alaska tot noordelijk Californië.

## Status
De grootte van de populatie is in 2004 geschat op 4 miljoen volwassen vogels. Op de Rode lijst van de IUCN heeft deze soort de status niet bedreigd.